# Antonino Baptista
Pour les articles homonymes, voir Baptista.
Antonino dos Santos Baptista est un coureur cycliste portugais, né le 10 mars 1933 à Agueda et mort le 5 février 2013 à Braga. 

## Palmarès
- 1956
  - 13ea étape du Tour du Portugal
- 1958
  -  Champion du Portugal sur route
  - 7e et 19e étapes du Tour du Portugal
- 1959
  -  Champion du Portugal sur route
  - 6e étape du Tour du Portugal
- 1960
  - Circuit de Curia
  - 2e étape du Tour du Maroc
  - 2e du Tour du Portugal
- 1961
  - Circuit de Curia
  - 4e étape de Porto-Malveira
- 1962
  - Circuit de Curia
  - 3eb étape du Grande Prémio Robbialac
  - Porto-Lisbonne
- 1963
  - Circuit de Curia
  - 5e étape du Tour du Portugal
- 1964
  - Circuit de Torres Vedras

## Résultats sur les grands tours

### Tour de France
3 participations
- 1958 : abandon (15e étape)
- 1959 : hors délais (19e étape)
- 1960 : abandon (13e étape)

### Tour d'Espagne
3 participations
- 1958 : 36e
- 1959 : hors délais (4e étape)
- 1961 : hors délais (2e étape)